# 阿克苏甫水库
阿克苏甫水库，位于中华人民共和国新疆维吾尔自治区尉犁县阿克苏普乡西南约5.5千米处，是孔雀河上的一座以灌溉为主的小型拦河水库。水库始建于1960年，1992年进行了除险加固。大坝为均质土坝，坝长5.3千米，最大坝高3.5米，总库容531万立方米。水库承担着阿克苏普乡3666公顷农田的灌溉任务